# Elizabeth Beisel
Elizabeth Lyon Beisel (South Kingstown, 18 de agosto de 1992) é uma nadadora norte-americana, medalhista olímpica.

## Carreira
Participou dos Jogos Olímpicos de Pequim 2008 com apenas 15 anos de idade, ficando em quinto lugar nos 200 metros costas, e quarto lugar nos 400 metros medley.
Foi campeã mundial dos 400 metros medley no Campeonato Mundial de Xangai, em 2011.